# Charles Frederick Leonard mlajši
Charles Frederick Leonard mlajši, ameriški atlet in general, * 23. februar 1913, Fort Snelling, Minnesota, † 28. februar 2006, Fort Belvoir.

## Življenjepis
Leta 1935 je diplomiral na Vojaški akademiji ZDA in se že naslednje leto udeležil Poletne olimpijske igre 1936, kjer je osvojil srebrno medaljo v modernem pentatlonu; hkrati pa je postavil olimpijski rekord, saj je v pištolskem delu kot prvi dosegel popolni rezultat (izenačil ga je šele George Horvath leta 1980).
Pozneje je bil dodeljen 16. (1936), 14. (1936–1939) in 29. pehotnemu polku (1939–1940). Nato je bil poveljnik čete L v 8. pehotnem polku (1940–1941) in študent na Pehotni šoli; slednjo je končal leta 1940 in se vrnil nazaj v 8. pehotni polk, kjer je postal S-1. Naslednje leto je postal inštruktor na Vojaški akademiji ZDA; na akademiji je pozneje bil še pomočnik G-3 (1943–1944) in S-3 (1944–1945). Leta 1945 je postal pomočnik G-3 3. korpusa in istega leta še pomočnik G-2 10. korpusa (1945–1946). V letih 1946–1947 je bil vodja sekcije G-4 8. armade, nato pa izvršni častnik celotne sekcije (1947–1948). Nato je nadaljeval šolanje na Štabnem kolidžu Oboroženih sil ZDA (1948–1949); po zaključku pa je postal poveljnik bojnega poveljstva R 3. oklepne divizije (1949), poveljnik 83. izvidniškega bataljona (1949–1950) in poveljnik 23. oklepnega inženirskega bataljona iste divizije (1950). V letih 1950–1952 je bil pomočnik načelnika štaba za logistiko (G-4) iste divizije. Spet je bil poslan na dodatno šolanje, tokrat na Vojni kolidž Kopenske vojske ZDA, kjer je končal šolanje leta 1953. Leta 1953 je postal poveljnik 27. pehotnega polka, leta 1954 namestnik načelnika štaba 1. korpusa in leta 1954 direktor Oddelka za orožje Pehotne šole. Na slednjem položaju je ostal vse do leta 1957, ko je postal načelnik štaba 3. pehotne divizije. Pozneje je bil še: poveljnik 15. pehotnega polka (1958–1959), pomočnik načelnika štaba za obveščevalno dejavnost (G-2) Centralne armadne skupine (1959–1960), namestnik direktorja za obveščevalno dejavnost Kopenske vojske ZDA (1960–1963), poveljnik 1. konjeniške divizije (1963–1964), poveljnik Obveščevalnega poveljstva Kopenske vojske ZDA (1964–1965) in poveljnik 10. korpusa (1965–1967).

## Napredovanja
- drugi poročnik: 1935
- prvi poročnik: 1938
- stotnik (AUS): 1940
- major (AUS): 1942
- podpolkovnik (AUS): 1943
- stotnik (USA): 1945
- major (USA): 1948
- generalmajor (USA): ?